# Jovac (gmina Vladičin Han)
Jovac (cyr. Јовац) – wieś w Serbii, w okręgu pczyńskim, w gminie Vladičin Han. W 2011 roku liczyła 49 mieszkańców.